# Tomasz Kiendyś
Tomasz Kiendyś (ur. 23 czerwca 1977) – polski kolarz, uczestnik mistrzostw świata w kolarstwie przełajowym i kolarstwie szosowym, zawodnik CCC Polsat Polkowice. 

## Największe sukcesy

### 2004
- 3. miejsce – Szlakiem Grodów Piastowskich
- 1. miejsce – najlepszy góral Szlakiem Grodów Piastowskich
- 1. miejsce – w klasie na wszechstronnego Szlakiem Grodów Piastowskich
- 3. miejsce – etap Wyścigu Pokoju
- 10. miejsce w klasyfikacji generalnej Wyścigu Pokoju
- 3. miejsce – etap Tour de Maroc
- 1. miejsce w klasyfikacji na najlepszego górala Tour de Maroc
- 1. miejsce – agresywny sprinter Dookoła Mazowsza
- 5. miejsce – mistrzostwa Polski start wspólny – Gorzów Wielkopolski
- 5. miejsce – mistrzostwa Polski jazda na czas – Gorzów Wielkopolski
- 1. miejsce – kryterium Szosami Zagłębia – Sosnowiec

### 2006
- 1. miejsce – Szlakiem Grodów Piastowskich

### 2007
- 1. miejsce – Szlakiem Grodów Piastowskich
- 2. miejsce – Fleche du Sud
- 1. miejsce – Szlakiem Walk Majora Hubala

### 2008
- 1. miejsce – Memoriał Andrzeja Trochanowskiego
- 1. miejsce – etap Szlakiem Grodów Piastowskich
- 2. miejsce – Szlakiem Grodów Piastowskich
- 1. miejsce – GP Jasnej Góry
- 3. miejsce – etap Bałtyk - Karkonosze Tour
- 2. miejsce – GP Mróz

### 2009
- 1. miejsce – Puchar Ministra Obrony Narodowej

### 2010
- 1. miejsce – Szlakiem Walk Majora Hubala

### 2011
- 1. miejsce – Puchar Ministra Obrony Narodowej

### 2012
- 2. miejsce – mistrzostwa Polski w jeździe drużynowej na czas

### 2013
- 5. miejsce w Dookoła Mazowsza
- 4. miejsce w Puchar Ministra Obrony Narodowej

### 2014
- 1. miejsce w Tour de Rybnik

## Poprzednie drużyny
- LKS "Bizon" Bieganów
- KS "Orlęta" Gorzów Wlkp
- Mikomax Browar Staropolski
- Knauf Mikomax